# Steven Sogo
Steven Sogo (* 1. April 1983 als Steven Irambona in Bujumbura) ist ein burundischer Musiker.

## Leben
Sogo wurde in Kamenge, einem Viertel der damaligen Hauptstadt Bujumbura, geboren. Im Alter von 14 Jahren fing er an, Gitarre zu spielen und zu singen. 1997 wurde er ein aktives Mitglied im Jugendzentrum Kamenge, wo er mit verschiedenen Bands arbeitete, bevor er 2005 seine eigene Band „Hope Street“ gruendete. Seit 2017 lebt er im US-amerikanischen Exil.
Er singt auf Kirundi, Kiswaheli und Französisch und spielt Ikembe (ein Lamellophon), Gitarre und Bassgitarre. Für seine Lieder lässt er sich vom täglichen Leben inspirieren. Frieden und Leben nach einem langen Bürgerkrieg sind Themen seiner Lieder.

## Musikstil
Sogo spielt akustische Musik, die auf traditioneller burundischer Musik basiert.

## Auszeichnungen
- 2009 SICA-Trophäe, Cotonou/Benin
- 2009 Musikbotschafter Burundis, ausgewählt vom World Bank Institute

## Diskographie
2008: Mon pays (Grandslacs Production)
2015: Ndaje (mit Hope Street)